# Phytomyza alpestris
Phytomyza alpestris är en tvåvingeart som beskrevs av Friedrich Georg Hendel 1920. Phytomyza alpestris ingår i släktet Phytomyza och familjen minerarflugor.
Artens utbredningsområde är Schweiz. Inga underarter finns listade i Catalogue of Life.